# Altmetric
Az Altmetric adattudományi társaság, mely a megjelent kutatások online említését követi, és eszközöket és szolgáltatásokat biztosít intézményeknek, kiadóknak, kutatóknak, támogatóknak és más szervezeteknek ennek figyeléséhez (alternatív mérések). Az Európai Bizottság tagja, Máire Geoghegan-Quinn 2014-ben a hagyományos hírnévrendszerekkel versenyző cégnek nevezte.
Az Altmetric a Holtzbrinck Publishing Group cégének, a Digital Science portfóliójába tartozik.

## Történet
Euan Adie alapította 2011-ben. A korábbi kutató Adie már dolgozott a Postgenomic.com-on, egy 2006-ban alapított nyílt forrású tudományos blogaggregátoron. 2011-ben az Elsevier Apps for Science versenyébe belépett alternatív metrikai alkalmazásával és nyert. A díj lehetővé tette az Altmetric Explorer befejezését, mely 2012 februárjában készült el.
2012 júliusában a Digital Science az Altmetricbe fektetett, és továbbra is a csoport része, Londonban, Németországban, az Amerikai Egyesült Államokban és Ausztráliában is van irodája.
2019-ben az Altmetric és a Nature a Digital Newstól szerzett támogatást az „újságírás hatásmérésének új eszközének felépítéséhez”.

## Koncepció
Az „altmetrika” fogalom a 2010-es Altmetrics-kiáltványban jelent meg először, ezt azért fejlesztették ki, hogy a tudományos munka teljesebb rekordja legyen elérhető, különösen a szélesebb hallgatóságnál, a tudományos életen kívül történő aktivitás esetén. Ehhez az Altmetric számos internetes oldalt és forrást követ tudományos kimenetek (beleértve a folyóiratcikkeket, a blogokat, az adathalmazokat stb.) említései (linkek vagy írott hivatkozások) kereséséhez. Források lehetnek a média, a nyilvános irányelvek, tudományos és közösségi hálózatok, közlés utáni lektorálófórumok, a Wikipédia és az Open Syllabus Project.
Az adatok valós idejűek és az Altmetric részletező oldalain vannak, melyek kattintható összefoglalót adnak a kutatás tárgyához kapcsolódó internetes figyelemről.

## Az Altmetric figyelempontszám és a fánkérem
Az Altmetric algoritmussal rendel automatikusan számított pontszámot az elemekhez. Az elem által szerzett figyelem mértékétől és forrásától függően a ppontszám a kutatás népszerűségét és célját mutatja meg. Egy többszínű „fánk” is megjelenik a források összefoglalásához (hírek: vörös, Twitter: világoskék stb.). Az Altmetric elérhetővé teszi az adatot az Altmetric Bookmarklet, az Explorer platform, egy felhőadatbázis és egy API révén.

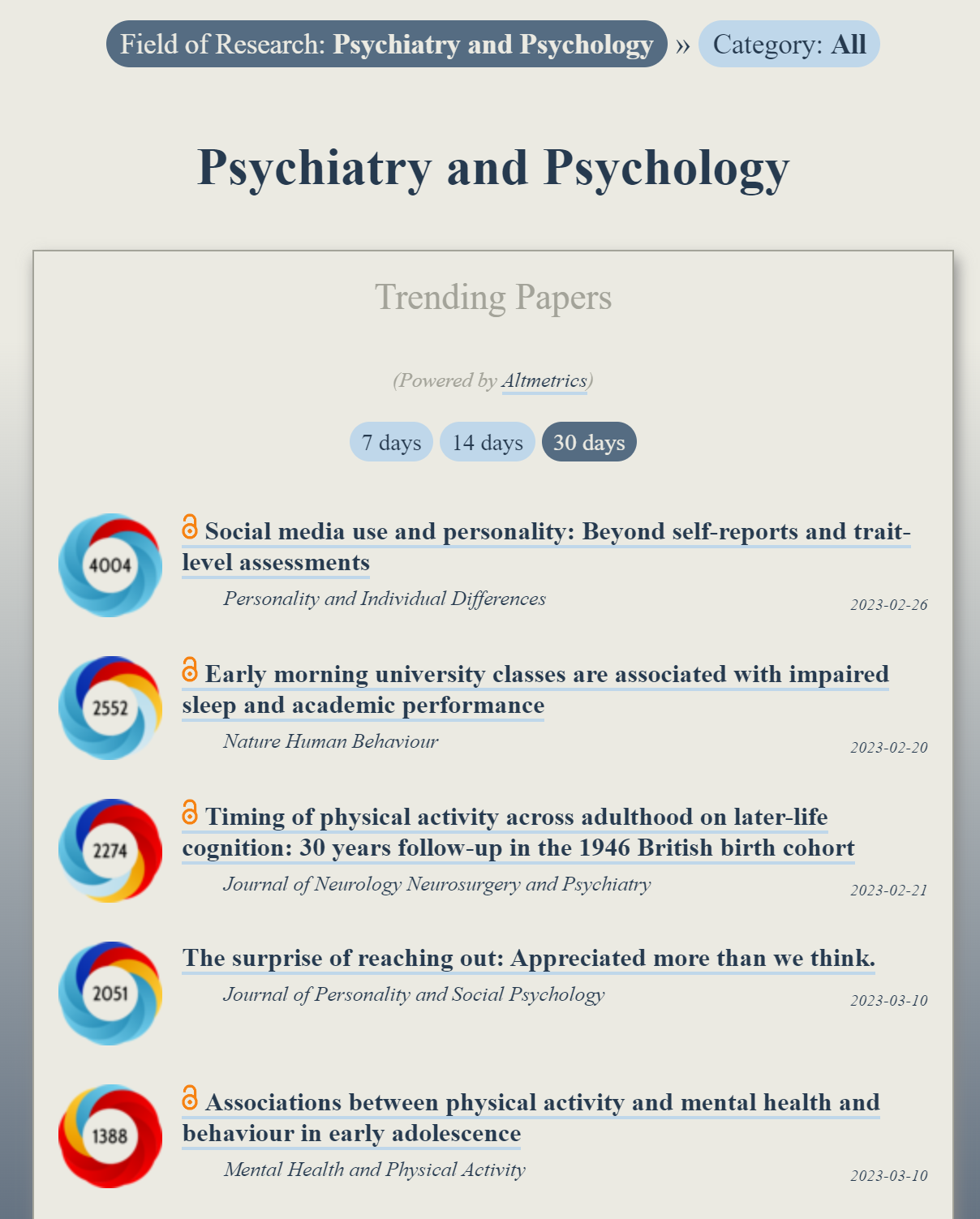
Legnagyobb figyelmet kapó tanulmányok pszichológiai folyóiratokból Altmetric figyelempontszám alapján

A források közt vannak akadémiai hivatkozások és platformok, közösségimédia- és fórumposztok, Wikipédia-szócikkek és Mendeley-felhasználók.
Számos kiadó, például a Wiley, a Taylor and Francis, a JAMA Network és a Springer Nature is használja az Altmetric „fánkérmeit” folyóiratcikkei és könyvei weblapjain az egyes elemek Altmetric-pontszámát a kiadó platformján mutatva. Legalább egy weboldal, az OOIR az Altmetric figyelempontszámain alapulva mutatja meg a tudományos trendeket. Bár a társadalmi befolyás és az Altmetric-pontszám közt nincs kapcsolat, a hivatkozások általi befolyást előrejelezheti, és manipulálásra használható.

## Fordítás
Ez a szócikk részben vagy egészben  az   Altmetric című angol Wikipédia-szócikk ezen változatának fordításán alapul.  Az eredeti cikk szerkesztőit annak laptörténete sorolja fel. Ez a jelzés csupán a megfogalmazás eredetét és a szerzői jogokat jelzi, nem szolgál a cikkben szereplő információk forrásmegjelöléseként.